# Can Masllorenç (Maçanet de la Selva)
Can Masllorenç és una masia de Maçanet de la Selva (Selva) inclosa a l'Inventari del Patrimoni Arquitectònic de Catalunya.

## Descripció
Masia de dues plantes; en la planta baixa, trobem quatre obertures, de les quals sobresurt únicament la central – portal de llinda monolítica, conformant un arc pla i muntants de pedra-, ja que la resta són poc rellevants i estan mancades d'interès. Pel que fa al primer pis o planta noble, contempla tres obertures, a destacar en especial la central i la dreta, de llinda monolítica, conformant un arc pla, amb muntants de pedra. Recalcar, que únicament la central té l'ampit treballat. Coberta amb una teulada a dues aigües. Destacar la pervivènca en la façana, d'un contrafort de grans dimensions, que serveix per apuntalar i reforçar l'estructura.

## Història
El primer tros de terreny, el va adquirir en Ramón March, al 1272. Aquest terreny és a prop del lloc anomenat d'”Asa Morta”, antigament Desvalls, i pertanyia al senyoriu de Cartellà, que cobrava per cens tasca. El segon, anomenat Mas Font del Llop, fou adquirit per Guillem a Pasqual Ardenya, el 23 de març del 1372. Es pagava cens a la venerable Ferrari d'Hostalric, que era benefici de tasca al monestri de Santa Maria de Breda. L'any 1468, Joan Cassamí va vendre a Joan Llorens la propietat de Mas Cassà. El senyor de Marata concedí a primers de febrer del 1531, a Francesca Llorens, muller de Joan Mas, hort, quintars, era i bosc a canvi de cobrament de cens a pagar cada 21 d'abril. En Joan Mas –de motiu Llorens- comprà a Joan Simon i Hipòlit Sagré, a precari, el 2 de juliol de 1539, una peça de terra que per cens pagava solament tasca.
El 5 d'octubre de 1549, don Miquel Ciurana concedí a Narcís Llorens quatre peces de terra anomenades Toracafelló, Camp Caselles, Les Pareres i un tros de Mas Cassà; totes pertanyien al domini de Ciurana El 21 de novembre de 1568, Francesc Masjoan vengué una vinya a Narcís i Jaume Llorens. Aquesta vinya havia estat d'en Joan Cassamí i es vengué a Esteve Vergés al 1462 i a Jaume Riba al 1479. Pertanyia al senyoriu de Basella, que cobrava tasca i, a més, s'havia de portar mitja “mitadella” d'oli a l'Església de Martorell el dia de Sant Miquel Arcàngel. El dia 23 de març de 1601, Magí Blanc i Pere Corona van pendre per quatre unces, a Esteve Villar, una peça, part de bosc i part de vinya. Joan Figueras vengué a Esperança i Rafel Llorens, el sis d'octubre de 1640 una peça de terra en el lloc anomenat Font del Llop. Aquestes foren les finques que en el transcurs dels anys va anar ajuntant la família Llorens i la família Mas. El 27 d'agost de 1648, el matrimoni Pere Rimbau i Esperança Llorens, vengueren a Felip Vern tot el Mas Llorens. A l'acta es diu que el senyor és el de Marata, si bé després és signat per la senyoria de Ciurana i de Vilamalla, i procurador del senyor de Marata, ja que continuaven vigents els censos establerts a favor d'ella. De Felip Vern, la propietat, per herència, va passar a Fèlix Maria Falgueras i Puiguriguer, que la llogar al 1885 a Jaume Taberner, qui provenia del Mas Matetes, de Vidreres. Com a referència, el primer any pagaren cinc unces, dos parells de gallines i tres parells de pollastres. L'hereu fou Francesc Taberner i Madrenys, que continuà com a arrendatari. Més tard, el seu fill, Narcís Taberner i Francesc, comprà tota la propietat (21 de març de 1941). A finals dels anys vuitanta del segle passat, el propietari era el seu hereu, Francesc Taberner i Rosell, el qual va mantenir l'explotació agrícola.